# Joseph Volckaert
Joseph François Volckaert (Brugge, 19 november 1740 - na 1816) was voorzitter van de gemeenteraad van Brugge tijdens de revolutiejaren.

## Levensloop
Volckaert was een zoon van Adriaan Volckaert en Anne-Marie Maes. Adriaan was een belangrijk laken- en linnenhandelaar. In de gilde van de merceniers was hij tweemaal deken en tweemaal bestuurslid. Joseph volgde zijn vader op in deze activiteiten. In 1774 trouwde hij in de Sint-Walburgakerk met Johanna-Theresia Van den Berghe.
Hij vestigde zijn handel op de Grote Markt van Brugge. Naast zijn winkel baatte hij er gedurende enkele jaren ook een herberg in uit.  Hij vervulde tevens enkele bijkomende functies:
- Bestuurslid van de Vogelmarkt (1765-1766).
- Stafhouder van de Korenmarkt (1768-1769).
- Hoofdman van de Gilde van makelaars (1780-1783).
- Deken in de gilde van de merceniers (1780) en bestuurslid (1778, 1779, 1782 en 1784).

Toen de revolutiejaren begonnen, bekende Volckaert zich tot de 'patriotten' en speelde hij een publieke rol: 
- In november 1789 werd hij lid van het 'Comité om de stad te helpen besturen'.
- Vanaf 23 december 1789 zetelde hij als twaalfde schepen in het stadsbestuur dat onder de Brabantse Omwenteling tot stand was gekomen.
- Hij werd aangesteld als een van de controleurs van de archieven van stadsontvanger Antoine de Peñaranda, die uit zijn ambt geschrapt was.
- In november 1792, tijdens de eerste Franse inval, werd hij voorlopige vertegenwoordiger voor het bestuur van de stad Brugge.
- Begin mei 1797 werd hij voorzitter van de Brugse gemeenteraad, hetzij de functie die vroeger die was van de burgemeester van de schepenen. Niet voor lang echter, want in november van hetzelfde jaar werd hij aan de kant gezet onder beschuldiging dat hij onvoldoende de Franse wetten toepaste.
- In 1801 werd hij administrateur voor het Bureau van Weldadigheid.
- In 1810 was hij algemeen ontvanger van het gemeentelijk octrooi.

Volckaert was verder ook nog:
- Lid en trezorier van de Brugse Kamer van Koophandel.
- Lid van het bestuur van de Brugse Kunstacademie.
- Lid van de Sint-Jorisgilde van kruisboogschutters.

Hij moet na het jaar 1816 buiten Brugge overleden zijn. Op de overlijdensakte van zijn zoon François Volckaert, in 1850 in Bekegem overleden, staat vermeld dat Joseph Volckaert, echtgenoot van Johanna Van den Berghe, overleden was in Nukerke, zonder opgave van datum.